# Indoxina
|  | Aquest article tracta sobre la península asiàtica. Vegeu-ne altres significats a «Indoxina (desambiguació)». |

La Indoxina és una extensa península situada al sud-est d'Àsia, la més oriental de les tres penínsules meridionals del continent.
Té una extensió de més de 2.270.964 km² (incloent-hi la península de Malaca), repartits entre els estats següents:
- Myanmar (tradicionalment Birmània) (678.033 km²)
- Tailàndia (513.115 km²)
- Cambodja (181.035 km²)
- Vietnam (331.653 km²)
- Laos (236.800 km²)
- Singapur (581 km²)
- Malàisia (329.747 km²) (exclosos els estats de Sarawak i Sabah, situats a l'illa de Borneo).

S'anomena així per la seva posició a l'est de l'Índia i al sud de la Xina, de les quals ha rebut força influències al llarg de la història.
La península d'Indoxina no va poder escapar de l'expansionisme colonial europeu, i al segle xix va passar a formar part dels dominis de França (Vietnam, Laos i Cambodja) i del Regne Unit (Myanmar, Malàisia i Singapur), amb només Tailàndia que va mantenir formalment la independència.
La religió predominant és el budisme, tret de Malàisia, on és majoritari l'islam.

## Etimologia

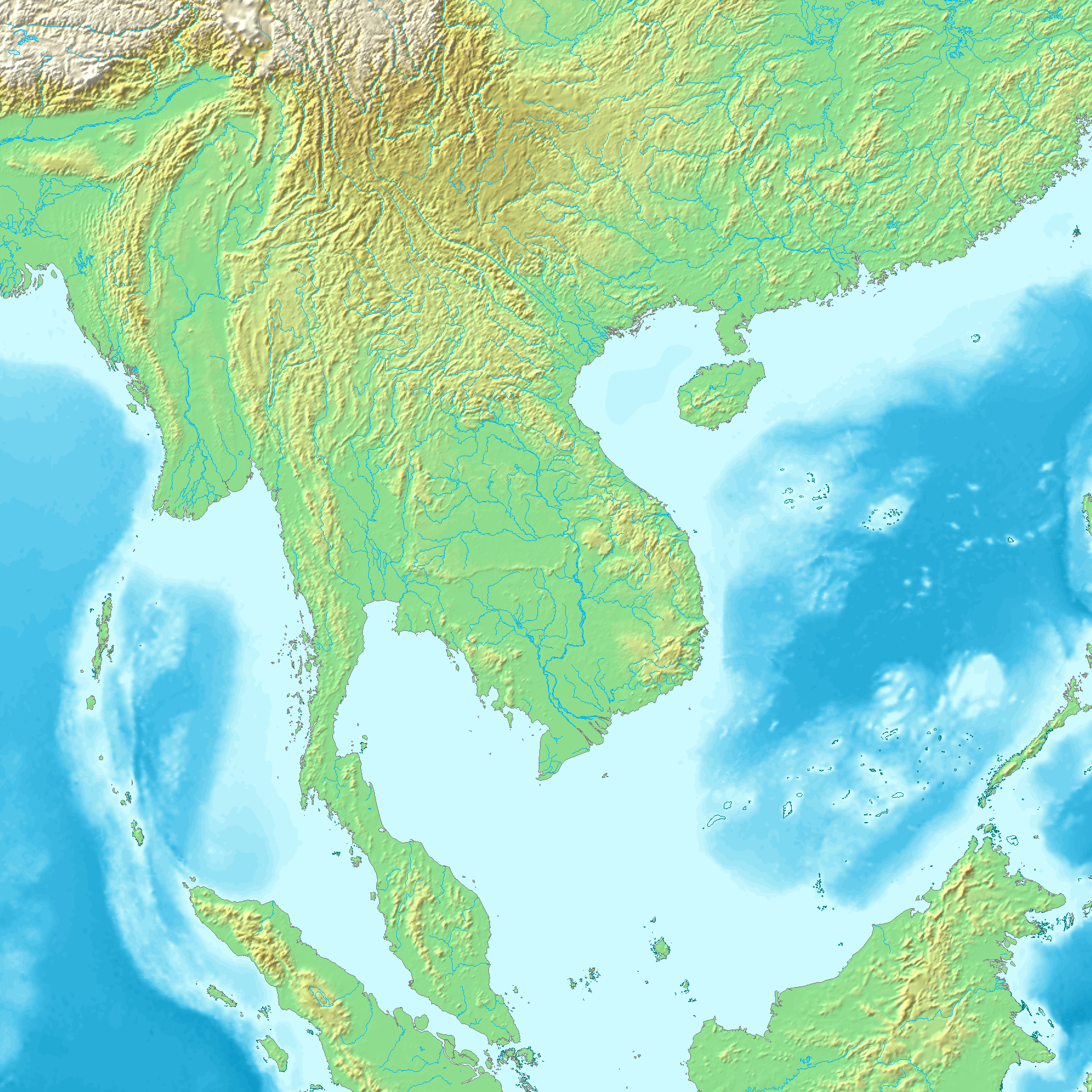
Mapa físic d'Indoxina.

El terme Indoxina va ser utilitzat per primera vegada pel geògraf franco-danès Conrad Malte-Brun (1775-1826) a la seva obra «Resum de Geografia Universal» publicada a París el 1810. Això va ser per expressar la influència cultural definitòria de l'Índia i la Xina sobre les persones i països del sud-est asiàtic continental. Actualment se sol utilitzar com a sinònim Mainland Southeast Àsia (Sud-est Asiàtic Continental) en la bibliografia en anglès.

## Geografia

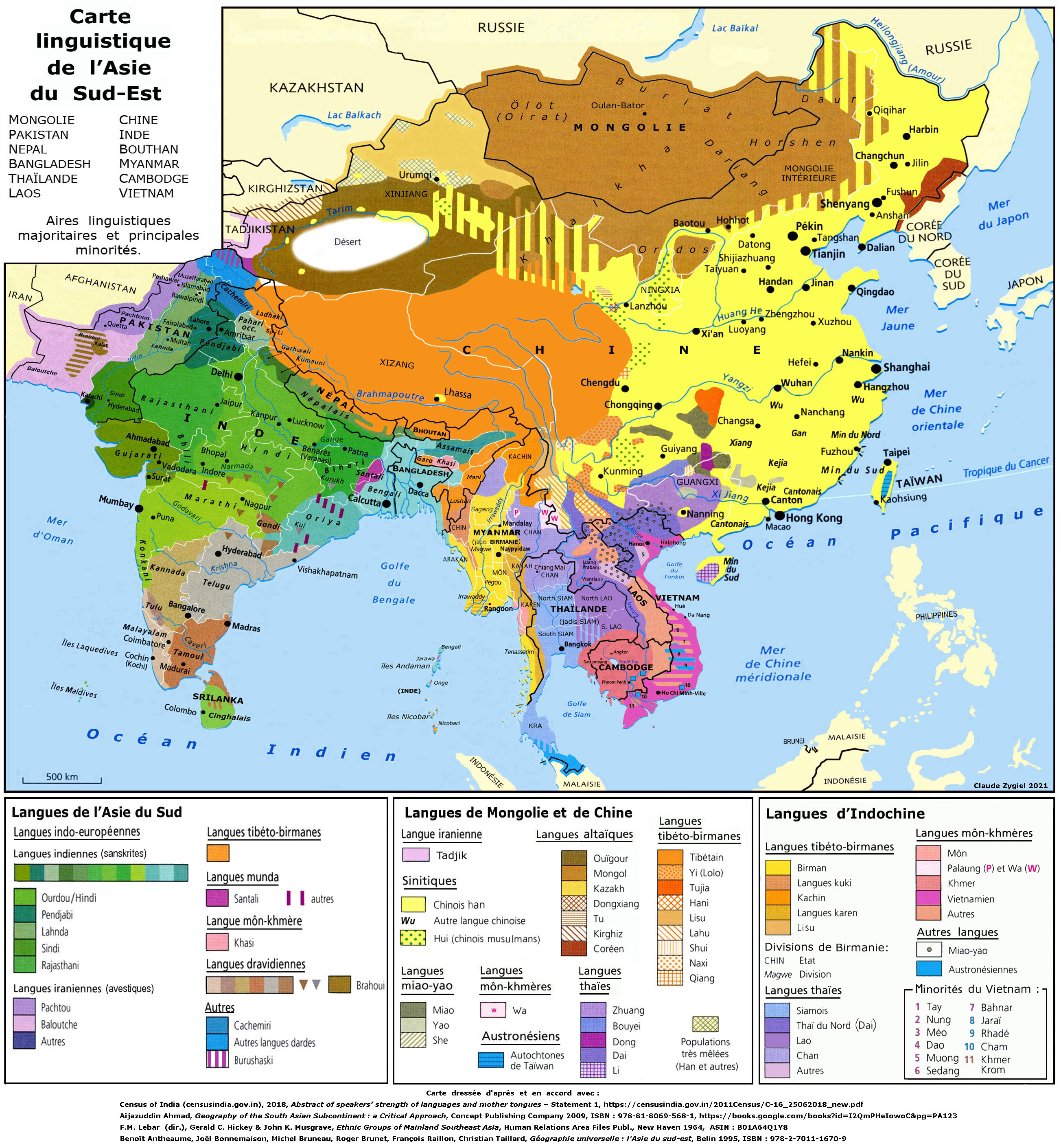
Mapa lingüístic d'Indoxina i regions veïnes (subcontinent indi, món xinès).

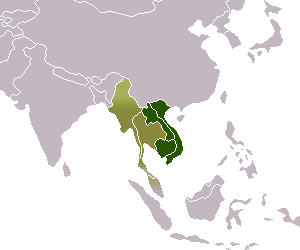
Els cinc països de la península d'Indoxina: en verd fosc, els tres que van formar una vegada la Indoxina francesa.

En geografia física, si sumem les zones dels cinc països de la península indoxina, excloent la Malàisia peninsular, obtenim una superfície total de 1.939.380 km² per a relleu moderadament alt (excepte a l'extrem nord-oest) però sovint accidentat amb valls profundes, càrsts i plataformes carbonatades fortament retallades per les pluges del clima tropical. El riu principal és el Mekong.
Moltes espècies i subespècies animals o vegetals només es coneixen en estat salvatge a Indoxina, on els boscos tropicals encara ocupen grans extensions, especialment als vessants. Alguns d'ells van rebre l'epítet específic o el nom subespecífic indochinensis.
En geografia humana, si sumem les poblacions dels cinc països de la península d'Indoxina, excloent Malàisia, obtenim una població total d'aproximadament 253,5 millions d'habitants: els indoxinesos, parlen una trentena de llengües principals, les més parlades són el vietnamita, el tailandès, el birmà, el laosià i el khmer, i practiquen una desena de religions, la més estesa de les quals és el budisme, el  mahayana al Vietnam i el theravada a la resta de països de la península.

## Història

### Prehistòria
La península d'Indoxina ha estat poblada des de la prehistòria, com ho demostren els descobriments de Saï Yok (Tailàndia), Bac Son i Hoa Binh (Vietnam) que revelen civilitzacions ja hortícoles de tallar i cremar i criar porcs des del IV mil·lenni aC. al II mil·lenni aC. L'agricultura i la sedentarització, en la forma de la civilització Longshan, estan testimoniades per diversos llocs, inclòs el de Phung Nguyen al Vietnam; tots aquests jaciments es troben a la plana, especialment als deltes fluvials o als turons baixos. Pobles de parla austroasiàtica (khmers i mons, en particular) es van establir a la península a partir del segle XI i hi va desenvolupar la Cultura Đông Sơn, practicant ja el conreu de l'arròs i caracteritzat pels seus grans tambors de bronze. Cap al 1500 aC s'hi establiren tribus caçadores i pescadores, i grups austronesis i protomalais hi aportaren posteriorment la cultura neolítica.

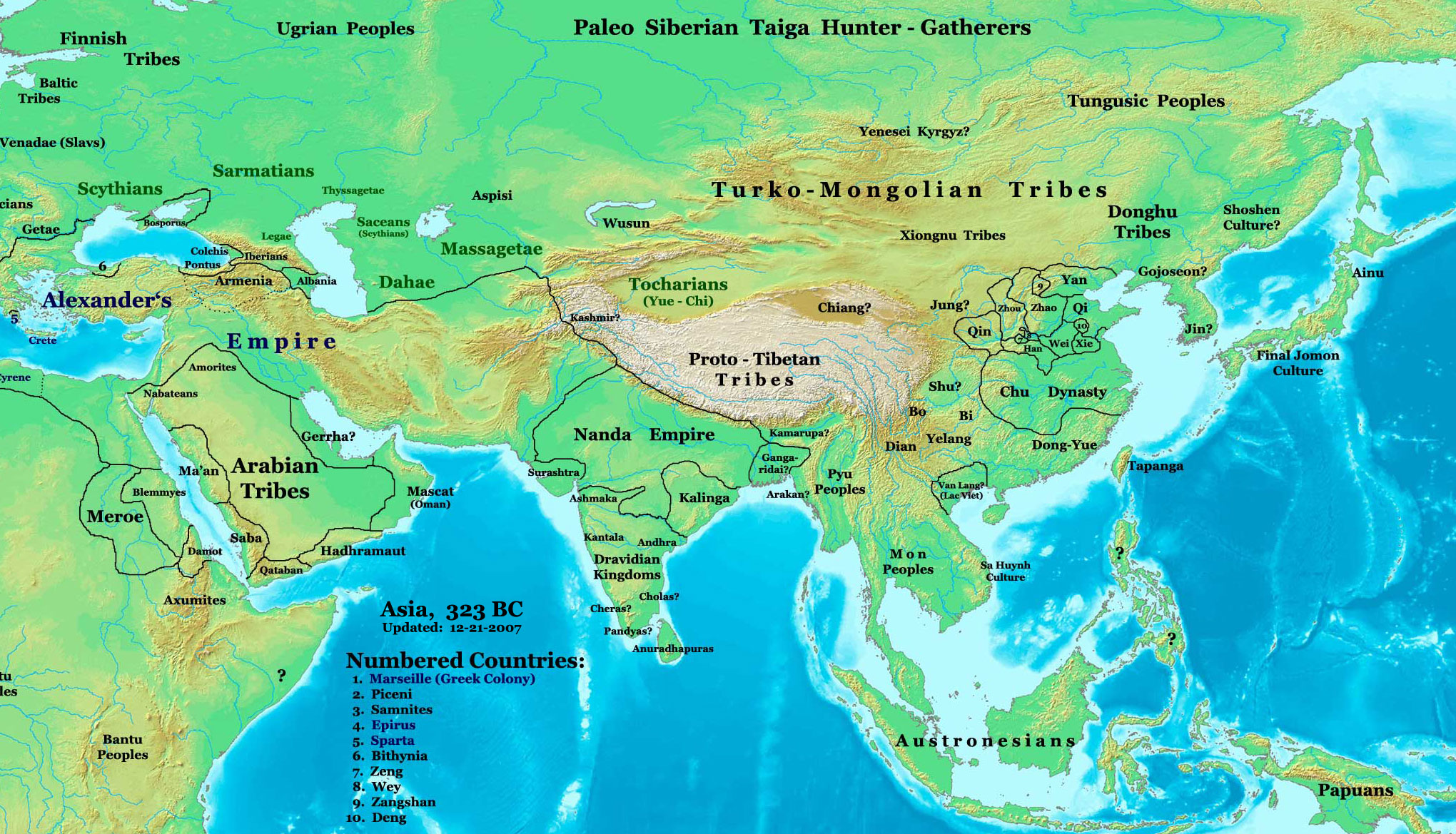
Àsia al voltant del -323
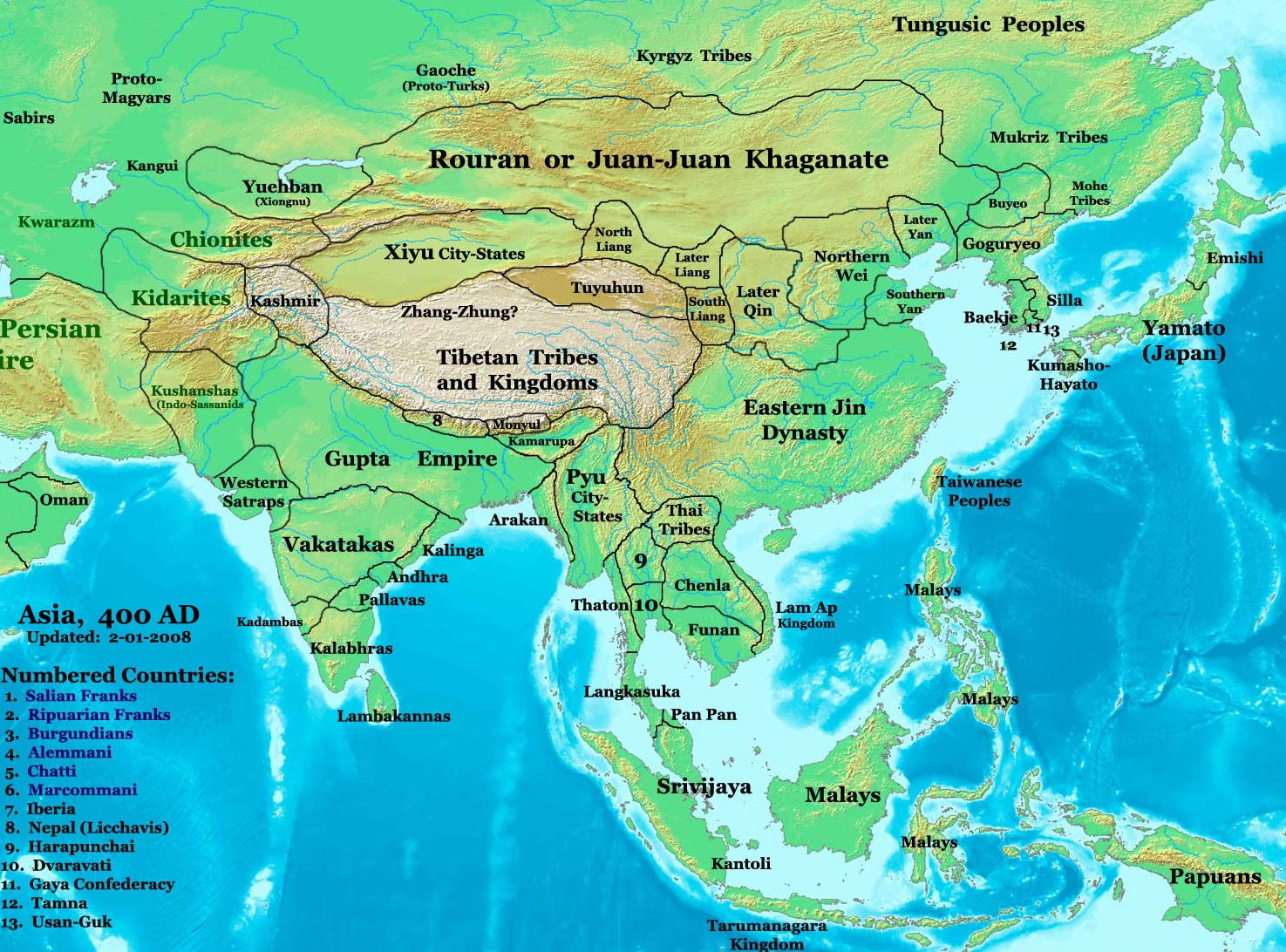
Àsia al voltant dels 400
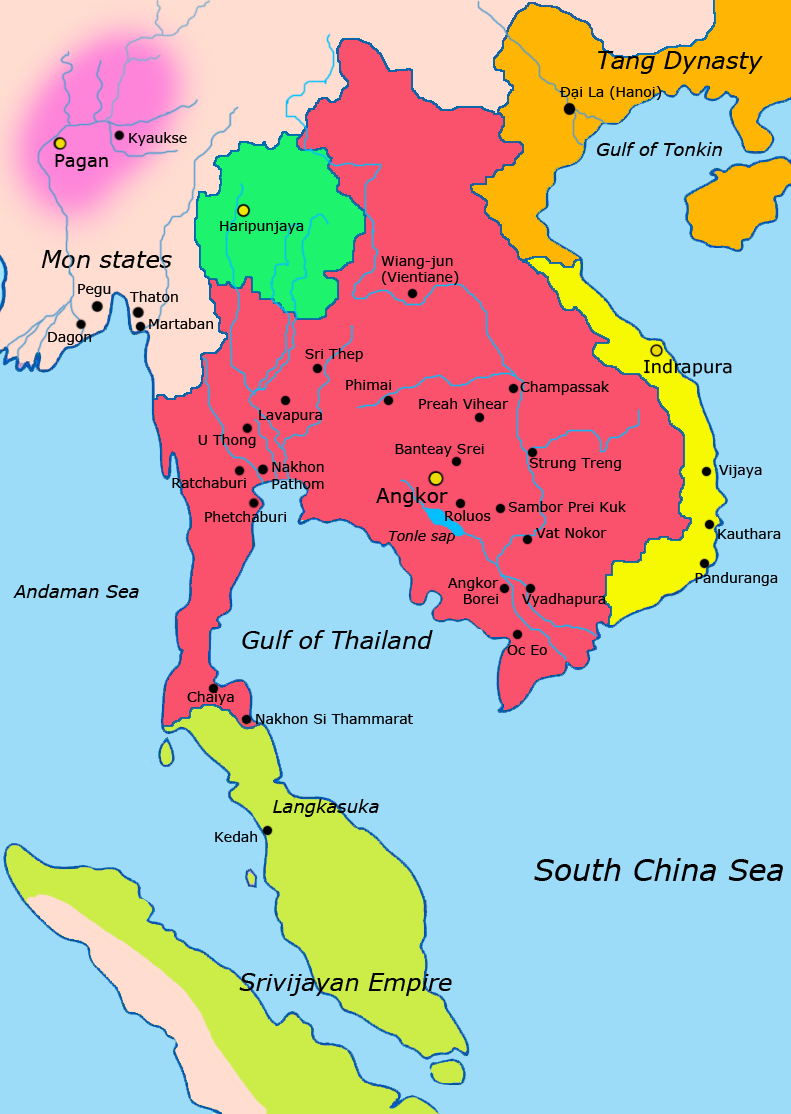
Imperi Khmer cap al 900

### Primer mil·lenni
En els primers segles de la nostra era, els pyu, un poble tibetobirmà del nord, es van establir a la conca de l'Irauadi mentre que el Regne de Funan, probablement fundat pels khmers, i el regne de Txampa, fundat per un navegant austronesi. Ells txams, apareixen al sud i a l'est de la península. En aquesta època, la influència de la civilització índia va impregnar els estats de la península amb l'hinduisme. Al segle IV, els Khmers de Chenla van absorbir Funan, mentre que els mons van fundar el regne de Dvaravati.
El Tonquín i el delta del riu Roig van caure en l’òrbita xinesa, i ja al s. III aC van formar una província de l’imperi. Per contra, la resta de la península passà a l’àrea índia, que integrà particularment les classes altes. De resultes de la influència índia, cap al s. II es formaren dos regnes: el regne de Txampa a l'Annam central, format per tribus txam, i el regne de Funan, d’arrel monkhmer, a les actuals Cambodja i Cotxinxina. Una segona onada hindú arribà al regne de Funan (s. IV), el qual tingué bones relacions amb la Xina, al contrari dels txam, que disputaven constantment als xinesos el domini del Tonquín (s. III-VIII). Al s. VIII el regne de Txampa ocupà la part nord, mentre que els pirates javanesos implantaren a l’Annam, al Tonquín i a la vall del Mekong el regne Srivijaya de Sumatra, que estimulà la cultura índia. El regne khmer, escindit en Laos i baix Mekong, fou alliberat i reunificat (802) pel príncep Jayavarman II, que reforçà la influència bramàntica i establí la capital, Phnom Kulem, a la plana d’Angkor. Al mateix temps, tribus thai, procedents del Yunnan, ocuparen l’Alt Mekong i amenaçaren el regne khmer.
El segle IX, Chenla va donar pas a l'Imperi Khmer, que va prendre Angkor com a capital, i els birmans, també del nord, van substituir els pyu a la conca de l'Irauadi (Regne de Pagan). Paral·lelament, el budisme es va estendre a la península i, en la seva variant anomenada Theravada o  Hinayana ('vehicle petit'), suplanta progressivament l'hinduisme,

### Delseglexiiial segle XV
El 1257, el Kagan mongol Mongke, durant el període d'expansió de l'Imperi Mongol, va envair Tonquín. Aquesta darrera conquesta roman, però, segons Jean-Paul Roux, «incerta i precaria», sense el domini real de la regió.
Quan Marco Polo visità la Indoxina (vers 1275-91) el regne d’Angkor estava sota la pressió dels thai, que dominaven ja tot Siam, i a punt d’enfonsar-se a causa d’una crisi política i econòmica. El regne de Txampa, després d’un període de màxima esplendor (s. XIII), caigué definitivament en poder dels annamites (1471), els quals s'havien independitzat de la Xina (1428). A Laos, habitat per tribus monkhmer i fins aleshores sota control d’Angkor, es formaren una sèrie de regnes thai, més o menys aïllats, que cap al 1353 foren unificats en el regne Lan Xang, que arribà fins a l’alt Mekong i fou sempre una avançada de la cultura índia contra la influència vietnamita. Els portuguesos arribaren a Cambodja el 1555 i les relacions foren orientades cap al comerç i l'evangelització.
Al segle XIII, els tailandesos, procedents del sud-oest de la Xina, van fundar els regnes de Sukhothai i Lanna. A l'est, després d'un mil·lenni de dominació xinesa, els viets van aconseguir la seva independència al mateix temps i van començar la seva expansió cap al sud, absorbint Txampa i aclaparant els khmers del baix delta del Mekong. Al segle xv, el comerç marítim àrab, europeu i xinès es va desenvolupar al llarg de les costes: Les comunitats xineses (sobretot originàries del sud de la Xina) s'instal·len als ports, els pobles i els estats són islamitzats a Arakan (Birmania) i Malàisia; el cristianisme comença a arrelar als llocs comercials europeus (Malaca, Johor i Singapur, primer en la seva forma catòlica vehiculada per el portuguès, després en la seva forma protestant vehiculada pels neerlandesos).

### Segles XVIII i XIX
Durant el s. XVIII el regne khmer, ja decadent, fou ocupat a Occident pels siamesos i a llevant pels vietnamites. Els siamesos, que consideraven Cambodja com un regne vassall, disputaren fins al 1853 la Cotxinxina i el vessant esquerre del Mekong als vietnamites, en plena expansió. El Vietnam, incorporat ja tot el regne de Txampa, perpetuà la divisió anterior i al s. XVI s'escindí en dos regnes, un al nord, amb capital a Hanoi i regit pels Trinh, i l’altre al sud, amb capital a Hué i regit pels Nguyen. Al s. XVII França substituí la influència portuguesa al Vietnam, però la seva oportunitat es presentà quan el rei Nguyen Anh de Hué fou derrotat i expulsat (1787) i sol·licità ajut al rei Lluís XVI a canvi de concessions territorials, comercials i religioses. Vencedor Nguyen Anh (Gia-Long), el 1802, reunificà el Vietnam, establí una monarquia absolutista i fou reconegut per l'emperador de la Xina.

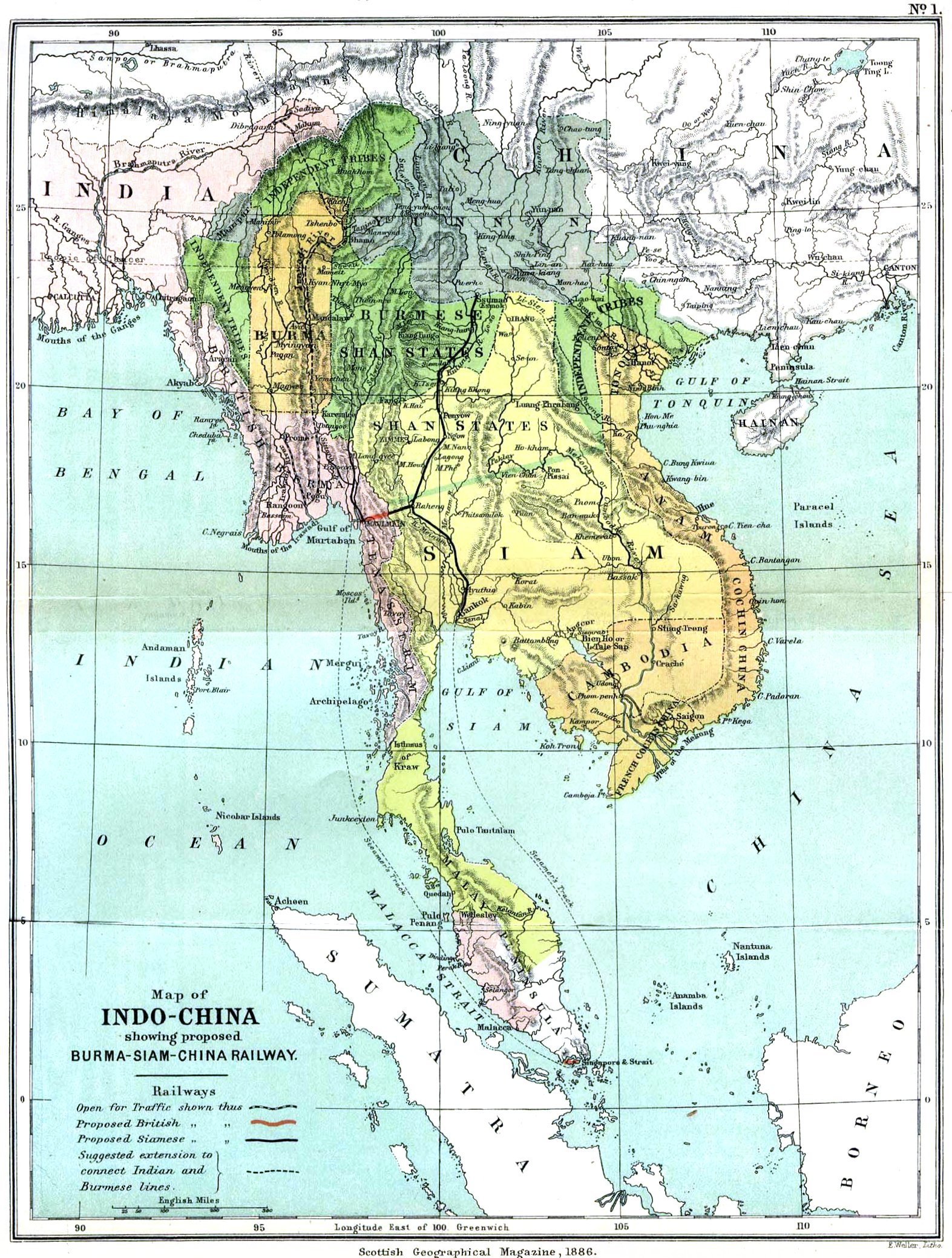
Mapa d'Indoxina el 1886.

Al segle XVIII, mentre el regne tailandès de Siam s'expandia i s'enfortia al centre de la península, els regnes birmans (Ava, Pegu), Khmer i Viet (Tonkín, Annam) van decaure. Al segle XIX, la colonització pels anglesos (Arakan, Divisió de Tanintharyi, Malàisia, Pegu, Ava) i pels francesos (Indoxina francesa) va crear nous espais: les economies locals es tornen a exportar en benefici de les potències colonials, posant en qüestió les estructures de les societats tradicionals. A més, la colonització va fer coexistir antigues religions amb les importades pels europeus (a les quals s'hi van afegir cultes sincrètics).

### Indoxina, colònia francesa

La Indoxina Francesa i les seves divisions

Els francesos van prendre Saigon i els seus voltants el 1859, Cambodja el 1863, la Cotxinxina el 1867, Annam i Tonquín el 1883 i finalment Laos, establint una de les colònies de França.
La Indoxina francesa es va formar a l'octubre del 1887 amb Annam, Tonquín, Cotxinxina, i la República Khmer; Laos es va agregar el 1893. La federació va durar fins al 1954. La capital de la Indoxina era Hanoi. Cada territori va mantenir nominalment certa autonomia al tenir al seu davant diferents monarques, encara que el poder real estigués en mans de les autoritats franceses.

### Època contemporània
Al segle xx, el nacionalisme local, anticolonial però conservador, és gradualment suplantat per ideologies totalitàries: en primer lloc els vinculats a l'expansió japonesa i al seu projecte Gran Esfera de Coprosperitat d'Àsia Oriental; després al comunisme que, després de la Segona Guerra Mundial, monopolitzà la reivindicació d'independència. Aquesta afirmació té el suport de la Unió Soviètica en el context de la Guerra Freda, que, a Indoxina, va enfrontar França, Tailàndia i els governs conservadors vigents contra els exèrcits comunistes, el lideratge dels quals sovint s'entrenava a França: és el cas, entre d'altres, del vietnamita Ho Chi Minh format sota l'egida de Marcel Cachin i del cambodjà Saloth Sâr format sota l'egida de Jacques Duclos.
Al setembre del 1940, durant la Segona Guerra Mundial, la França derrotada pel Tercer Reich va patir l'ocupació del territori per Japó després d'una breu resistència de les tropes franceses allà estacionades. Això va permetre al Japó un accés a la Xina pel sud en la Segona Guerra sinojaponesa, contra les forces de Chiang Kai-shek (vegeu Ocupació japonesa d'Indoxina). Addicionalment, això també era part de l'estratègia del Japó per a la dominació de l'oceà Pacífic. Els japonesos van mantenir la burocràcia francesa a Indoxina.
Després de la guerra, França va procurar reafirmar-se en el país, però va arribar el conflicte amb el Việt Minh, una organització de nacionalistes comunistes vietnamita sota el comandament de Ho Chi Minh, qui havia estat educat a França. Durant la Segona Guerra Mundial, els Estats Units havien donat suport al Viet Minh en la seva resistència contra els japonesos. Després de persuadir l'emperador Bao-Dai perquè abdiqués a favor seu, el 2 de setembre del 1945, Ho Chi Minh -com a president- declara la independència per a la República Democràtica del Vietnam. Però abans de finals de setembre, una força britànica, francesa i hindú, van restaurar el control francès, esclatant la guerra d'Indoxina. El 1949, França va formar un govern vietnamita rival dirigit per Bao Dai a Saigon. El 1950, Ho Chi Minh declara una altra vegada la independència de la República Democràtica del Vietnam, que va ser reconeguda pels governs comunistes de la Xina i de la Unió Soviètica.
La lluita va durar fins a març del 1954, quan el Viet Minh va obtenir una victòria decisiva contra les forces franceses a la batalla de Dien Bien Phu. Això va conduir a la partició del Vietnam en dos països: al nord, sota el control de Viet Minh, i al sud, que es va anomenar República del Vietnam (més conegut com "Vietnam de Sud") i que comptava amb el suport dels Estats Units, França i el Regne Unit. Els esdeveniments del 1954 també van marcar el final de la dominació francesa a la regió, i el principi del creixent compromís dels Estats Units amb el Vietnam de Sud que va conduir a la Guerra del Vietnam(1955-1975). La separació va ser convinguda a la Conferència de Ginebra de 1954. Va ser en aquesta conferència que França va abandonar qualsevol intenció de reclamar territori a la península d'Indoxina.
Després va tenir lloc la guerra civil de Laos (1953-1973) i la guerra civil de Cambodja (1967-1975) com a teatres auxiliars d'operacions). A això s'afegeix el conflicte cambodjà (1978-1999) entre Vietnam i el govern provietnamita de Cambodja i els Khmers Rojos. Finalment, durant gairebé mig segle, la regió va patir dictadures, repressions, violència, destrucció i genocidis.
Les conseqüències d'aquest període són molt greus: a principis del segle XXI, mentre que la pau s'ha establert des de l'any 2000, milions de mines antipersonal i municions residuals mutilen desenes de milers de persones i en maten diversos centenars cada any; les conseqüències de l'ús d’armes químiques persisteixen en el medi ambient i en la salut de les poblacions; cap estat indoxinès té una democràcia funcional encara que hi hagi règims parlamentaris formalment establerts; tots mostren, malgrat el seu creixement econòmic, importants retards en el desenvolupament social, i persisteixen el tràfic de drogues i persones, així com la pirateria i la sobreexplotació dels recursos terrestres i marítims.